# Lehrer der Kurzschrift
Staatlich geprüfte Lehrer der Kurzschrift erteilen in öffentlichen und privaten Schulen Unterricht in Stenografie. Sie sind dem Beruf des Lehrers für Fachpraxis zugeordnet. Durch den technischen Fortschritt hat die Kurzschrift in den letzten Jahren sehr an Bedeutung eingebüßt, obwohl sie gerade zum Notieren, Konzipieren usw. ein wichtiges Rationalisierungsmittel ist. In den Lehrplänen der kaufmännischen Schulen ist sie als obligatorisches Fach nicht mehr vorgesehen. Bei einigen Arbeitsabläufen im Büro jedoch (z. B. Protokollführung) sind grundlegende Stenokenntnisse nach wie vor vorteilhaft. Traditionell nutzen auch heute noch einige Studenten die Vorzüge dieser Schreibtechnik (beim Notieren in Vorlesungen). Daher bieten einige Schulen das Fach Kurzschrift in Form eines Wahlfachs oder Wahlpflichtfachs an. 

## Prüfende Stellen
Die Kurzschriftlehrerprüfung kann u. a. in Nordrhein-Westfalen und in Bayern abgelegt werden. Zum Teil haben die Kultusministerien anderer Länder die Prüfungsordnung für diese Lehrbefähigung außer Kraft gesetzt. Alternativ zur staatlichen Prüfung kann man beim Deutschen Stenografenbund eine Unterrichtsleiterprüfung ablegen. Derzeit bietet die Forschungs- und Ausbildungsstätte für Kurzschrift und Textverarbeitung e. V. eine Stenografielehrerausbildung an.

## Prüfungsausschuss/Anforderungen
In den größeren Bundesländern beauftragen die Kultusministerien im Allgemeinen den zuständigen Regierungspräsidenten mit der Durchführung der Prüfung. Die Prüfung wird vor einem staatlichen Ausschuss abgelegt.
Nachzuweisen ist eine gute Schreibfertigkeit (in Nordrhein-Westfalen 140 Silben/Minute, in Bayern 150 Silben/Minute), Kenntnisse in der Systemkunde und in der Methodik des Kurzschriftunterrichts.  